# Jesús Aizpún
Jesús Aizpún Tuero (Pamplona, 17 de junio de 1928 - 29 de diciembre de 1999) fue un abogado y político español.

## Biografía
Hijo de Rafael Aizpún Santafé, fundó en los inicios de la Transición española el Partido Demócrata Liberal de Navarra, que se integró en 1977 en la Unión de Centro Democrático. Ese año fue elegido diputado por Navarra.
Abandonó su partido en octubre de 1978 al discrepar sobre la Disposición Transitoria Cuarta de la Constitución española, que prevé la incorporación de Navarra a la comunidad autónoma del País Vasco si así lo decide el Parlamento de Navarra y el pueblo navarro en referéndum. 
En enero de 1979 fundó un nuevo partido regionalista y navarrista, Unión del Pueblo Navarro, por el cual fue elegido diputado de nuevo en 1979, puesto que ocupó hasta 1996. Desempeñó la presidencia de UPN desde 1985 hasta 1997.
Fue abogado en ejercicio durante más de cuarenta años y un destacado conocedor del Derecho Foral Público y Privado de Navarra. Fue uno de los autores de la Recopilación Privada que constituiría la base de la actual Compilación de Derecho Foral navarro.